# Несухоїзька волость
Несухоїзька волость — адміністративно-територіальна одиниця Ковельського повіту у складі Волинської губернії Російської імперії й Української держави, Волинського воєводства Польщі та Волинської області УРСР. Волосний центр — село Заріччя, з межі 1900 та 1910-х років — містечко Несухоїжі.

## Російська імперія
Наприкінці ХІХ ст. до складу волості увійшли села Вербка, Гішин, Дубова та Облапи ліквідованої Дубівської волості.
Станом на 1885 рік складалася з 7 поселень, 6 сільських громад, Населення — 5255 осіб (2570 чоловічої статі та 2685 — жіночої), 442 дворові господарства.
|                     | Площа, десятин | У тому числі орної, десятин |
| ------------------- | -------------- | --------------------------- |
| Сільських громад    | 8498           | 3650                        |
| Приватної власності | 2845           | 1014                        |
| Казенної власності  | —              | —                           |
| Іншої власності     | 339            | 143                         |
| Загалом             | 11682          | 4807                        |

Основні поселення волості:
- Заріччя — колишнє власницьке село, за 18 верст від повітового міста, при річці Турія, 340 осіб, 38 дворів; волосне правління, православна церква, школа.
- Доротище — колишнє власницьке село при річці Турія та озері, 691 особа, 68 дворів, православна церква, постоялий будинок.
- Несухоїжі (Той-Кут, Воля, Осередок) — колишнє власницьке містечко при річці Турія, 1174 особи, 164 двори[2], православна церква, синагога, 3 єврейських молитовних будинки, богадільня, лікарня, постоялий двір, 2 постоялих будинки, 19 лавок, базар, 6 ярмарок, 2 кінних млини.
- Сереховичі — колишнє власницьке село, при озерах Серехів та Безодник, 994 особи, 128 дворів, православна церква, католицька каплиця, школа, 2 постоялих будинки, 2 вітряки.

## Під владою Польщі
18 березня 1921 року Західна Волинь окупована Польщею. Волості було перейменовано на ґміни, відповідно, адміністративна одиниця отримала назву ґміна Нєсухоєже. Волость входила до Ковельського повіту Волинського воєводства. Межі та склад колишньої волості збереглися, що й за Російської імперії та Української держави.
Польською окупаційною владою на території ґміни велася державна програма будівництва польських колоній і заселення поляками. На 1936 рік ґміна складалася з 16 громад:
1. Бахів — село: Бахів;
2. Божа Воля — село: Божа Воля;
3. Доротище — село: Доротище;
4. Дубове — село: Дубове та селище: Мокрі Нивки;
5. Грабів — село: Грабів; тепер село Грабове
6. Густин — село: Густин та хутір: Хмелівка;
7. Лапні — село: Лапні та колонія: Любче;
8. Мислина — село: Мислина;
9. Несухоїжі — село: Несухоїжі;
10. Облапи — село: Облапи;
11. Сереховичі — село: Сереховичі та хутір: Воротень;
12. Скулин — село: Скулин;
13. Тойкут — село: Тойкут та колонії: Краї і Потищі;
14. Вербка — село: Вербка та селище: Гірка;
15. Воля — село: Воля;
16. Заріччя — село: Заріччя.

## СРСР
Після радянської анексії західноукраїнських земель поновлено найменування «Несухоїзька волость», 27 листопада 1939 р. волость у складі Ковельського повіту увійшла до новоутвореної Волинської області. 17 січня 1940 р. з Нєсухоїзької та Любитівської волостей та міста Ковель утворено Ковельський район, а волості ліквідовані.